# Scopula hanna
Scopula hanna är en fjärilsart som beskrevs av Butler 1878. Scopula hanna ingår i släktet Scopula och familjen mätare. Inga underarter finns listade.